# Allantus truncatus
Allantus truncatus är en stekelart som först beskrevs av Johann Christoph Friedrich Klug 1818.  Allantus truncatus ingår i släktet Allantus, och familjen bladsteklar. Enligt den finländska rödlistan är arten nära hotad i Finland. Arten är reproducerande i Sverige. Artens livsmiljö är tallmossar.